# Chiesa di San Giacomo Maggiore (Pieve di Bono-Prezzo)
La chiesa di San Giacomo Maggiore è la parrocchiale di Prezzo, frazione di Pieve di Bono-Prezzo in Trentino. Fa parte della zona pastorale delle Giudicarie dell'arcidiocesi di Trento e risale al XVI secolo.

## Storia

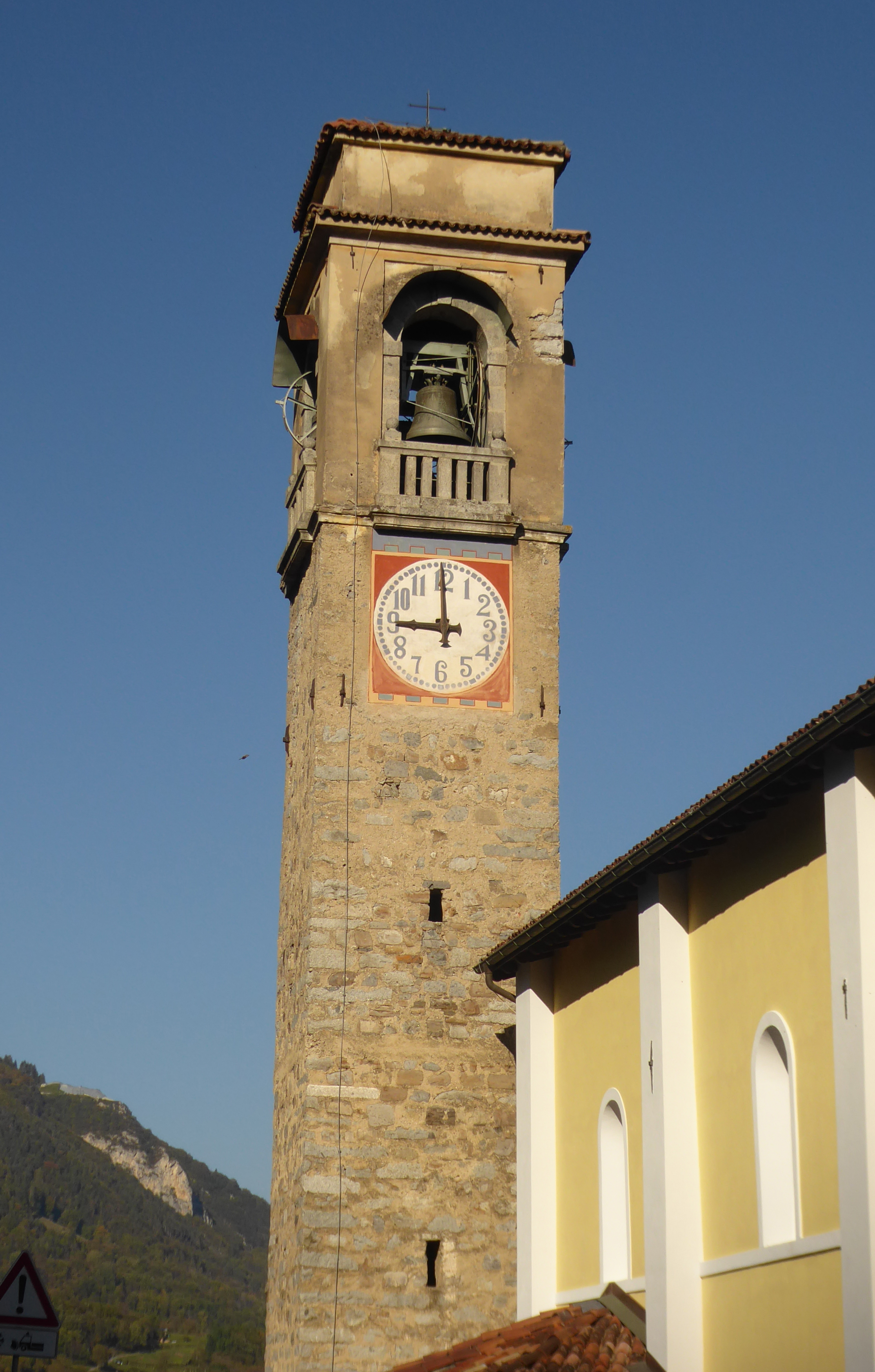
Campanile.

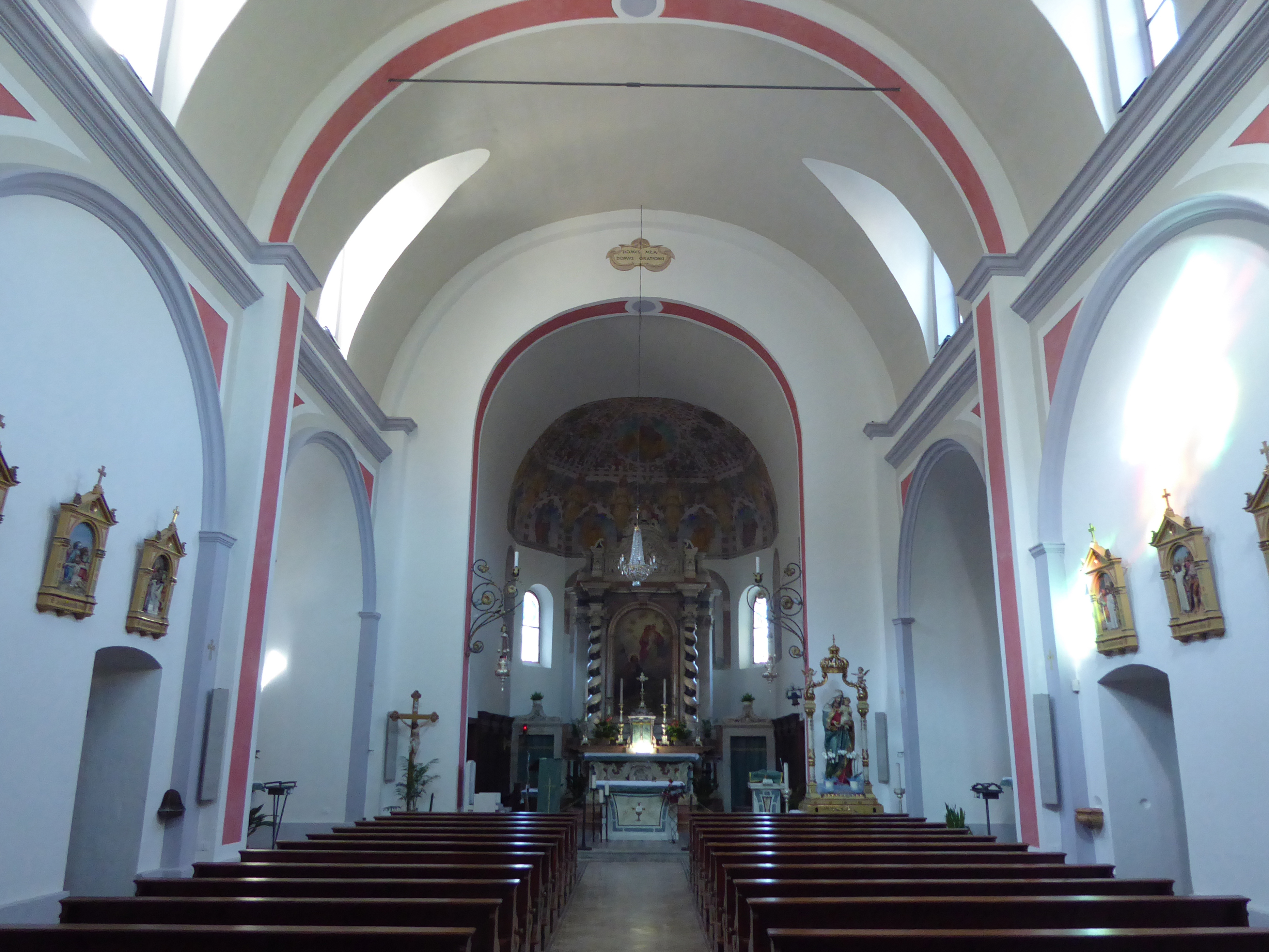
Interno con navata e presbiterio.

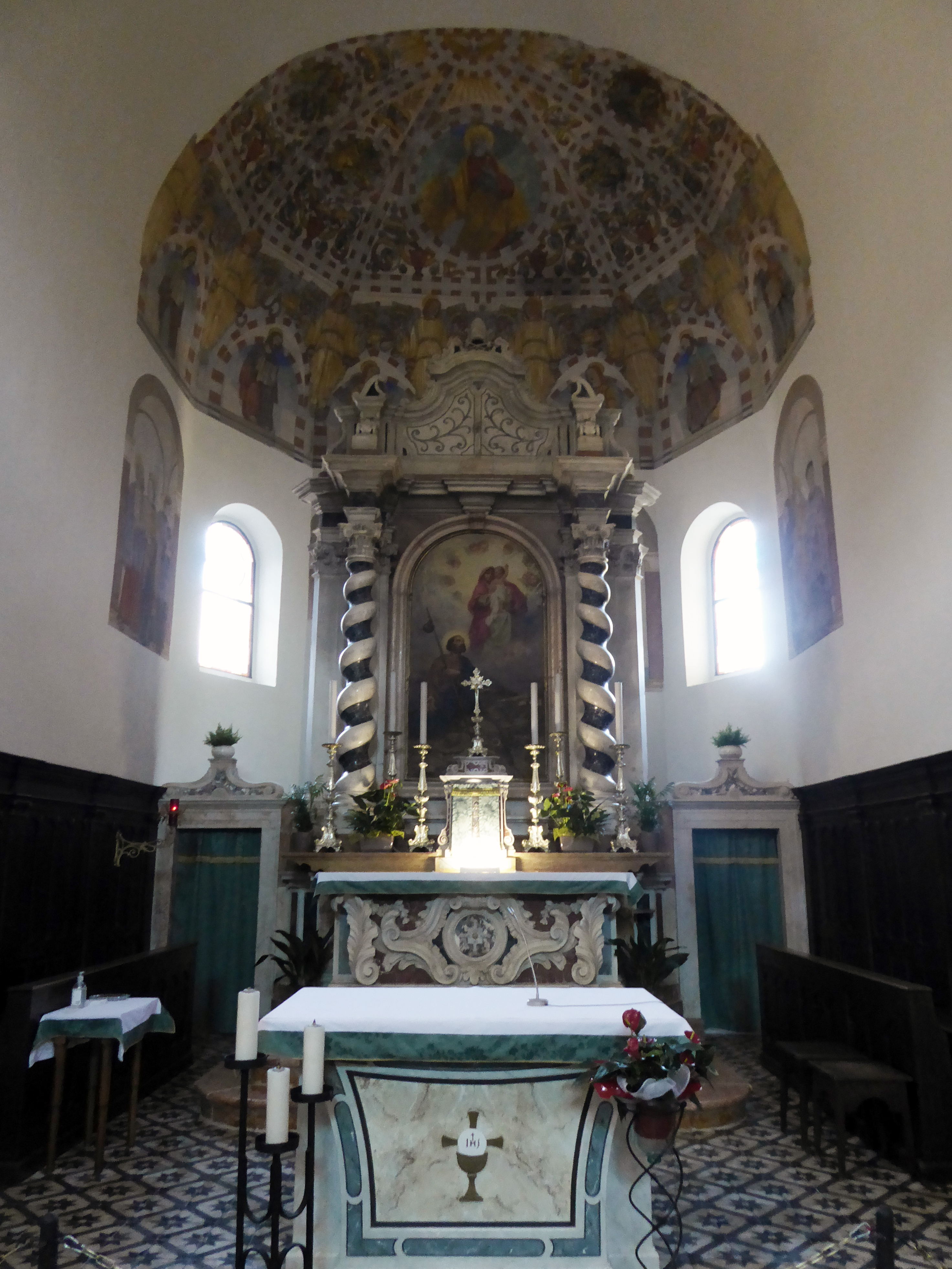
Presbiterio e catino absidale affrescato.

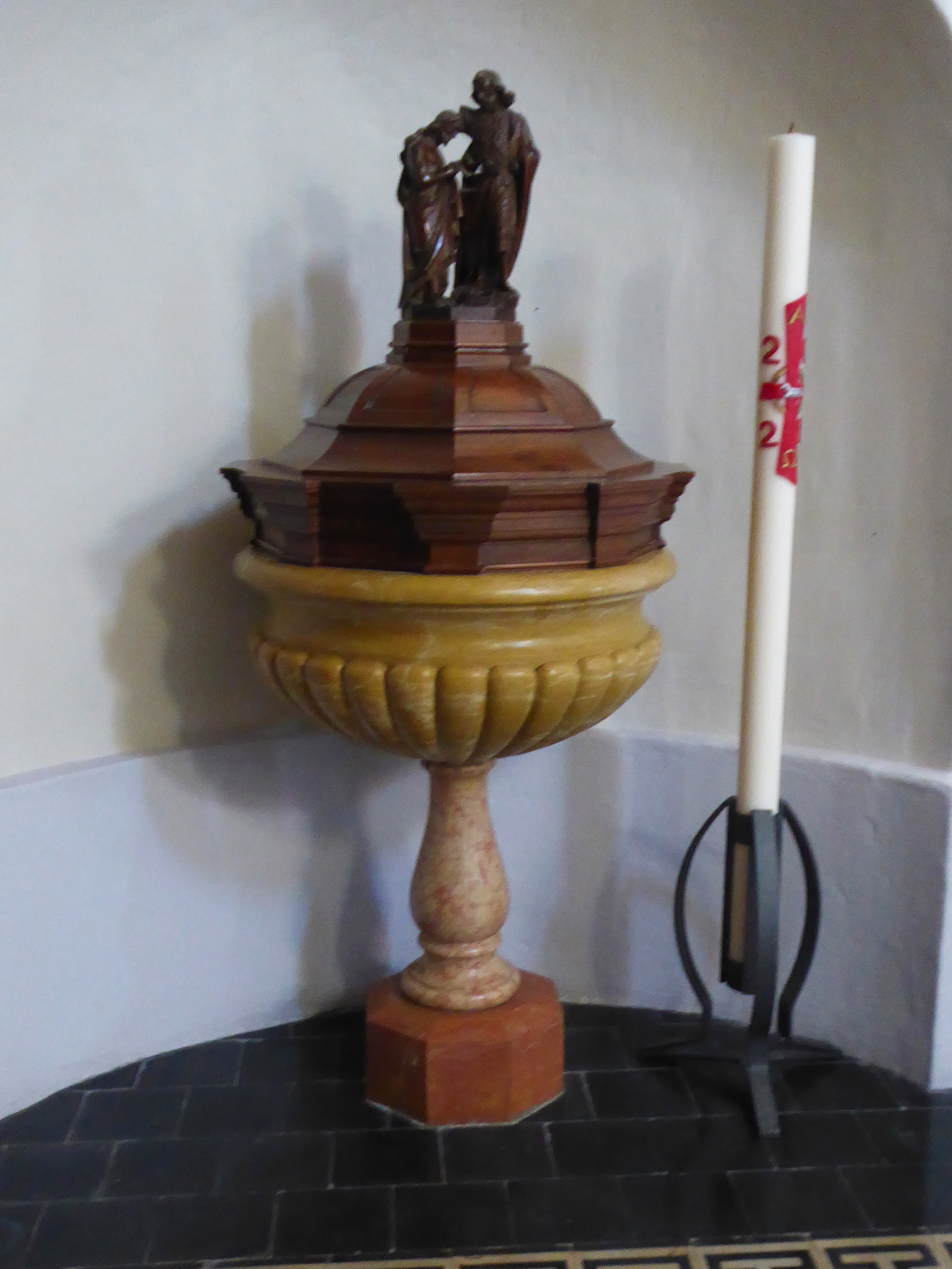
Fonte battesimale

Fu Bernardo Clesio, durante la sua visita pastorale del 1537, a documentare per la prima volta il luogo di culto di Prezzo e già nel 1560 la chiesa fu riedificata. 
Nel 1672 ebbe la concessione della custodia eucaristica e poco più di vent'anni dopo, nel 1694, venne solennemente consacrata. Le fu concesso il fonte battesimale entro il 1701, data alla quale sono registrati i primi battesimi.
Il tempio fu oggetto di ampliamenti nel 1873 e di ristrutturazione nel 1902. Subì enormi danni durante il primo conflitto mondiale e fu necessaria una sua ricostruzione nel primo dopoguerra. A lavori ultimati l'arricchimento decorativo degli interni fu affidato al pittore Carlo Donati. Nel 1943 venne elevata a dignità di chiesa parrocchiale.
Attorno al 1969 è stato realizzato l'adeguamento liturgico posizionando l'altare postconciliare davanti all'altare maggiore che conserva il tabernacolo per la custodia eucaristica e le balaustre sono state rimosse.
Nel 2011 la chiesa venne danneggiata dall'evento sismico che colpì il territorio e fu necessaria la sua chiusura per la messa in sicurezza e il restauro. I lavori iniziarono nel 2017 e vennero ultimati nel 2019. La riapertura al culto è stata presenziata dall'arcivescovo di Trento Lauro Tisi nel febbraio dello stesso anno.

## Descrizione

### Esterni
La chiesa di origine medievale ma riedificata nel XX secolo ha orientamento verso nord-est ed è posta nell'abitato di Prezzo. La facciata a capanna con due spioventi è leggermente sporgente rispetto al resto della struttura. Il portale è con arco a tutto sesto e sopra, in asse, la serliana porta luce alla sala. La torre campanaria si alza in posizione di lato al presbiterio, sulla sinistra. Il fusto è parzialmente intonacato e la cella si apre con quattro finestre a monofora.

### Interni
La navata interna è unica con volta a botte suddivisa in tre campate. Il presbiterio è leggermente rialzato, con abside poligonale e catino affrescato da Carlo Donati. Sono presenti l'altare maggiore storico e l'altare postconciliare.